# Cellepora posidoniae
Cellepora posidoniae är en mossdjursart som först beskrevs av Hayward 1975.  Cellepora posidoniae ingår i släktet Cellepora och familjen Celleporidae. Inga underarter finns listade i Catalogue of Life.